# Ilat-Laun (Aldeia)
Ilat-Laun ist eine osttimoresische Aldeia im Suco Ilat-Laun (Verwaltungsamt Bobonaro, Gemeinde Bobonaro). 2015 lebten in der Aldeia 635 Menschen.

## Geographie
Ilat-Laun umfasst den Süden und Osten des Sucos Ilat-Laun und umschließt die westlich gelegene Aldeia Tunero auch im Norden. Nördlich von der Aldeia Ilat-Laun liegt die Aldeia Purugoa. Im Südwesten grenzt Ilat-Laun an den Suco Ritabou, im Südosten an den Suco Atu-Aben und im Osten an den Suco Soileco. Der Fluss Marobo bildet im Nordosten die Grenze zum Suco Laubono. Sein Zufluss, der Babonasolan markiert die Grenze zum Suco Raiheu im Nordwesten.
Im Süden liegt das Dorf Atuegas, mit dem Hospital des Sucos. Westlich davon befinden sich die Termas do Marobo, heiße Quellen und eine über die Region hinaus bekannte Touristenattraktion. Der Gipfel des Foho Ilat-Laun (1061 m) liegt im schmalen Osten der Aldeia. Im Norden befindet dich das Dorf Borluli. Mit den Termas do Soileco befindet sich hier eine weitere, kleinere Thermalquelle.

## Politik
2023 wurde Domingos Maia zum Chefe de Aldeia gewählt.